# A Bicyclops Built for Two
A Bicyclops Built for Two (рус. Циклопов должно быть двое) — тринадцатый эпизод второго сезона мультсериала «Футурама». Североамериканская премьера этого эпизода состоялась 19 марта 2000 года.

## Сюжет
Профессор Фарнсворт наконец-то подсоединился к AOL и предлагает всем посетить Интернет будущего. Надев разработанные профессором костюмы для виртуальных путешествий, команда «Межпланетного экспресса» отправляется в Сеть. Интернет будущего заметно отличается от сегодняшнего — посетителей буквально атакует спам, ставший ещё более агрессивным, а из полезной информации здесь есть только эротика. Фрай и Лила остаются один на один в виртуальной игре типа «убей всех», когда в ней появляется неизвестный циклоп, который долгие годы разыскивал существ своей расы. Чтобы выиграть, Фрай расправляется с Лилой и неизвестным циклопом.
Получив новое задание, Лила продолжает злиться на Фрая за то, что он не дал ей возможность узнать больше о существе её расы. Но тут Лиле приходит электронное письмо от Алказара, пришельца той же расы, что и она, предлагающего прилететь на его родную планету. Команда отправляется на родную планету Лилы — Циклопию. Пока Алказар устраивает экскурсию по планете для Лилы, Бендер тем временем решает украсть всё, что есть ценного на Циклопии.
Ночью Алказар рассказывает Лиле историю Циклопов. Причиной всех несчастий расы Лилы, по его словам, являлись безглазые существа из подземелий. Позавидовав счастью расы Циклопов, они уничтожили сорок планет, в том числе и Циклопию, на которой случайно выжил лишь он один. Лила считает своим долгом возродить расу Циклопов, поэтому соглашается на брак с Алказаром, хотя тот ей и несимпатичен. Наутро Алказар (или, как он просит себя называть, Эл) оказывается уже не таким милым — шантажируя Лилу продолжением рода, он заставляет её работать домохозяйкой. Решая во всём разобраться, Фрай отправляется в «Запретную Зону» Циклопии, но попадает в ловушку. Несмотря на то, что Лила хочет расстаться с Элом, запутавшись в чувствах личных и чувстве долга, она принимает его предложение выйти замуж.
На Циклопию прилетают профессор, Зойдберг, Гермес и Эми, чтобы лично поздравить Лилу с помолвкой. Фрай, выбравшись из ловушки, пытается помешать свадьбе. Прорвавшись-таки в «Запретную Зону», Бендер и Фрай узнают, что Эл на самом деле инопланетянин, который умеет изменять свой внешний облик и у которого пять невест с разных планет и пять свадеб в один день. Появившись на свадьбе в самый последний момент, Фрай спасает Лилу от брака с самозванцем. Лила снова теперь возвращается с истинным намерением найти свою расу смотря на звездное пространство после слов Фарнсворта.

## Персонажи
Список новых или периодически появляющихся персонажей сериала
- Дебют: Алказар
- Нибблер
- Дебют:Пиг
- Робопроповедник
- Дебют:Рэтмэн и его девушка

## Изобретения будущего